# Barney Ewell
Harold Norwood Ewell, dit Barney Ewell, (né le 25 février 1918 à Harrisburg, Pennsylvanie - mort le 4 avril 1996 à Lancaster, Pennsylvanie) était un athlète et champion olympique américain, spécialiste du sprint.

## Biographie
Barney Ewell était l'un des meilleurs sprinteurs des années 1940. Il a remporté douze médailles d'or sur 100 m et 200 m lors des championnats nationaux et onze médailles d'or pendant les championnats de l'AAU entre 1939 et 1948.
Au saut en longueur, il atteignait déjà 7,42 m en 1942. Entre 1941 et 1945, il servit sous les drapeaux.
En 1948, Barney Ewell — alors âgé de trente ans — surprit tout le monde en voulant participer aux Jeux olympiques de Londres. Aux championnats AAU qui faisaient office de qualifications, il égala le record du monde de Jesse Owens en 10 s 2 (Une performance remarquable car ce temps, en électrique 10 s 34, constituait le meilleur temps de l'histoire)
Pour les Jeux, Barney était inscrit pour deux épreuves : le 100 et le 200 mètres. Il pensa qu'il avait gagné le 100 mètres mais la photo-finish montra que c'était son compatriote Harrison Dillard qui était le vainqueur. Sur 200 mètres, l'arrivée fut à nouveau très serrée, Ewell finissant une nouvelle fois deuxième, derrière un autre compatriote, Mel Patton. Il fut finalement incorporé au relais 4 × 100 mètres après le forfait d'Ed Conwell. L'équipe américaine, composée de Dillard, Patton, Ewell et Lorenzo Wright, remporta une victoire facile, mais faillit être privée du titre olympique. En effet elle fut, dans un premier temps, disqualifiée pour un passage de témoin que les commissaires avaient jugé hors-zone entre Ewell et Wright, puis reclassée après que les officiels aient revu un film de la course. Barney Ewell tenait enfin une médaille d'or après ses deux médailles d'argent.

## Palmarès

### Jeux olympiques
- Jeux olympiques 1948 à Londres ( Royaume-Uni) 
  -  Médaille d'argent sur 100 mètres
  -  Médaille d'argent sur 200 mètres
  -  Médaille d'or en relais 4 × 100 mètres